# 名鉄ワ160形貨車
名鉄ワ160形貨車（めいてつワ160がたかしゃ）とは、かつて名古屋鉄道で運用されていた木造貨車（有蓋車）である。

## 概要
- 元は1890年（明治23年）製造の鉄道院木造有蓋車であり、三河鉄道が貨物量増加に対応するため1920年（大正9年）に鉄道院から譲受された。手続きミスなどがあったため車両は存在しても車籍は無く、正式に三河鉄道の車籍に入ったのは1926年（大正15年）であり、ワ108となる。1931年（昭和6年）にワ161に改番する。1941年（昭和16年）に三河鉄道が名古屋鉄道に合併すると引き継がれ、ワ160形（ワ161）となる。
- 戦後は西部線で社内線用として運用され、末期は配給車となった。1961年（昭和36年）に廃車。